# 하마사키 마오
하마사키 마오(일본어: 浜崎 真緒, 1993년 10월 20일~)는 일본의 AV 여배우이다.